# MTM (腕時計)
MTM WATCH（エムティーエム・ウォッチ）は、2002年に創業されたアメリカ合衆国のカリフォルニア州に拠点を置く腕時計メーカーである。旧名はアメリカン・ウォッチカンパニーである。
ミリタリー・ウォッチとしての知名度が高く、軍隊や特殊部隊によく使われるのMTMスペシャルOPS時計が有名である。この時計は「本物のミリタリー・ウォッチ」と呼ばれる。
裏蓋に描かれたナイフの絵は、玉切れなどになったときや、接近戦で使う最終兵器のナイフを意味している。
日本でも展開しており、公式オンラインショップを運営している。